# De samnitiske krige
De samnitiske krige, undertiden også omtalt som samnitterkrigene, var en række krige, som den Romerske Republik førte imod samnitterne, som boede i en bjergkæde i Apenninerne syd for Rom og nord for det lucanske folks område. 
- Den Første Samnitiske Krig (343 – 341 f.Kr.) var resultatet af Roms intervention for at redde den campanske by Capua fra et samnitisk angreb.
- Den Anden Samnitiske Krig (326 – 304 f.Kr.) skyldes, at Roms intervenerede i politikken i byen Napoli og udviklede sig til en kamp om kontrollen over det centrale og sydlige Italien.
- På samme måde handlede den Tredje Samnitiske Krig (298 – 290 f.Kr.) også om magtkampen i denne del af Italien.

Krigene strakte sig over mere end et halvt århundrede og omfattede både befolkningerne øst, nord og vest for Samnium (samniternes land), såvel som dem i det centrale Italien nord for Rom (etruskerne, umbrierne og picenerne) og galliske senoner, dog på forskellige tidspunkter og med varierende grad af involvering.
Krigene resulterede i, at den Romerske Republik tog kontrol over store dele af det centrale Italien og dele af det sydelige Italien (nytidens regioner Lazio, Abruzzo, Molise, Campania, Basilicata og det nordlige Apulien). Som følge heraf blev Rom den dominerende magt på den italienske halvø og kontrollerede en stor del af dette land.

## Baggrund
Ved udbruddet af Den Første Samniske Krig (343 f.Kr.) havde Roms ekspansion mod syd nået floden Liris (se Liri), som var grænsen mellem Latium (latinernes land) og Campania. Floden udgør i dag grænsen mellem de moderne regioner Lazio og Campania. Dengang refererede Campania til sletten mellem kysten og Apenninerne, der strakte sig fra floden Liris ned til Napoli- og Salerno-bugterne. Den nordlige del af dette område var beboet af idicinere, auruncere og ausonere (en undergruppe af auruncerne). Den centrale og sydlige del var beboet af campanerne, som var et folk, der var migreret fra Samnium (samniternes land) og var nært beslægtet med samniterne, men som havde udviklet en distinkt identitet. Samniterne var en sammenslutning af fire stammer, der boede i bjergene øst for Campania og var de mest magtfulde folk i området. Samniterne, campanerne og sidicinerne talte oskiske sprog. Deres sprog var en del af den oskiske-umbriske sprogfamilie, som også omfattede umbrisk og de sabelliske sprog nord for Samnium. Lucanerne, der boede mod syd, var også oskisk-talende.
I henhold til historikerne Diodorus Siculus og Livius indgik Rom og samniterne i 354 f.Kr. en traktat, men ingen af dem nævner de konkrete betingelser og vilkår, der blev aftalt. Moderne historikere har foreslået, at traktaten etablerede floden Liris som grænsen mellem deres interessesfærer, med Roms liggende mod nord og samniterne mod syd.  Denne aftale brød sammen, da romerne intervenerede syd for Liris for at redde den campanske by Capua (lige nord for Napoli) fra et angreb fra samniterne.

### Efterspil
Efter de Samniske Krig gik romerne i gang med at nedkæmpe sabinerne, der boede i bjergene øst for Rom. Manius Curius Dentatus trængte dybt ind i sabinsk territorium mellem floderne Nar (nutidens Nera, en biflod til Tiberen) og Anio (Aniene, endnu en biflod til Tiberen) og udspringet til floden Avens (Velino). Spurius Carvilius konfiskerede store landområder på sletten omkring Reate (nutidens Rieti) og Amiternum (11 km fra L'Aquila), som han uddelte til romerske bosættere.
Florus angiver ikke årsagen til felttoget. Salmon spekulerer på, at "det kan skyldes den rolle, de spillede eller undlod at spille i begivenhederne i 296/295 f.Kr." De lod nemlig samnitterne passere gennem deres territorium for at nå til Etrurien. Forsythe spekulerer også på, at det måske var en straf for dette. Livius nævner, at Dentatus undertvang de oprørske sabinere. Sabinerne fik tildelt statsborgerskab uden stemmeret (civitas sine suffragio), hvilket betød, at deres territorium reelt blev annekteret af den Romerske Republik. Reate og Amiternum fik fuldt romersk statsborgerskab (civitas optimo iure) i 268 f.Kr.
Cornell bemærker, at Rom også erobrede praetutierne. De boede øst for sabinerne ved Adriaterhavskysten og lå i strid med picenerne, der var allierede med Rom. Med disse to erobringer strakte romersk territorium sig nu ind i Appenninerne og helt ud til Adriaterhavet. Dette – sammen med de alliancer indgået efter den Anden Samniske Krig med marserne, marrucinerne, paelignierne (304 f.Kr.) og vestinerne (302 f.Kr.) – gav Rom kontrol over denne del af Centralitalien. Samniterne blev tvunget til at blive allierede med Rom, sandsynligvis på ulige vilkår. Rom tilbød en venskabstraktat (foedus amicitiae) til dem, der allierede sig frivilligt, men ikke til dem, der blev allierede som følge af nederlag. Romerne etablerede også en koloni i Venusia, som var et vigtigt strategisk punkt i sydøstlige Samnium. Lucanerne forblev allierede med Rom. Resultatet af Samniterkrigene blev, at Rom blev den store magt i Italien og kontrollerede en stor del af landet.
De alliancer – der blev indgået efter Latinerkrigen, efter den Anden Samnitske Krig og i begyndelsen og slutningen af den Tredje Samnitske Krig – lagde fundamentet for, at Rom kunne blive den store magt i Middelhavet, som besejrede Pyrrhos og karthagerne og ekspanderede i det østlige Middelhavet. Alle alliancetraktaterne foreskrev, at de allierede skulle stille tropper til rådighed for Roms krige. Systemet fungerede, fordi Rom støttede de allierede folks herskende eliter, som kunne henvende sig til Rom i tilfælde af lokale problemer. Derudover delte Rom krigsbyttet, som kunne være betydeligt, med sine allierede. De allierede opnåede også sikkerhed, beskyttelse (Rom udkæmpede krige for at forsvare deres allierede) og del i profitten ved erobring. De allierede troppers deltagelse var allerede blevet vigtig i slaget ved Sentinum under den Tredje Samnitske Krig. Romerne kom til at stole på de allierede, og deres tropper var ofte langt større end romernes. Polybius skrev, at til det massive slag ved Telamon mod gallerne i 225 f.Kr., indsatte romerne omkring 41.000 romerske tropper og 210.000 allierede tropper. Man kan også udlede, at puljen af romersk militær tropper var omkring 40% af den samlede romerske og italienske pulje, som Polybius anslog udgjorde 700.000. Det var enorme tal, som ikke kunne matches af nogen andre i Middelhavet.
I år 283 f.Kr. skete der yderligere romersk konsolidering i Italien. Der var sammenstød med gallerne og etruskerne. Kilderne er sparsomme på detaljer og kan være forvirrende. I henhold til Polybius blev Arretium i 283 f.Kr. belejret af unavngivne gallere, som besejrede en romersk styrke, der var kommet byen til undsætning. Praetor Lucius Caecilius Metellus Denter døde i slaget og blev erstattet af Manius Curius Dentatus. Dentatus sendte udsendinge for at forhandle om frigivelse af romerske fanger, men de blev dræbt. Romerne marcherede dernæst mod Gallien (Polybius brugte denne meget vage betegnelse og må have ment Gallia Cisalpina), hvor de mødte senonerne, der blev besejret i et stort slag. Det kan antages, at dette sammenstød fandt sted i Ager Gallicus (det navn romerne gav til det område, der var blevet erobret af senonerne) på Adriaterhavskysten (i nutidens Marche), da Polybius skrev, at "romerne invaderede senonernes territorium, dræbte de fleste og fordrev resten ud af landet og grundlagde kolonien Sena Gallia (Senigallia)". Polybius skrev også, at "[d]a boierne så senonerne fordrevet fra deres territorium frygtede de en lignende skæbne for dem selv og deres eget land, hvorefter de bad om hjælp fra etruskerne og drog ud i fuld styrke. De forenede hære kæmpede mod romerne nær Lago di Vadimone, og i dette slag blev størstedelen af etruskerne nedkæmpet, mens kun ganske få boiere undslap." Han tilføjede, at boierne og etruskerne året efter igen kæmpede mod romerne og "blev fuldstændig besejret, og det var først nu, at deres mod endelig brød sammen, og at de sendte en delegation for at bede om fredsbetingelser og indgå en traktat med romerne." Gennem disse sammenstød vandt romerne yderligere territorium langs Adriaterhavskysten, eliminerede faren fra senonerne, og der fulgte et halvt århundrede uden større konflikter med gallerne. Polybius mente, at Rom opnåede to fordele ved disse kampe: De blev dels vant til at besejre gallerne, som de havde frygtet siden den galliske plyndring af Rom i 390 f.Kr., og derudover blev deres tropper hærdede lige inden de skulle konfrontere Pyrrhus i den Pyrrhiske Krig i 280-275 f.Kr. I Etrurien var der sejrrige kampe med Volsinii og Caere i henholdsvis 280 f.Kr. og 273 f.Kr., og ødelæggelsen af Volsinii in 264 f.Kr..